# Beardsley (meteorito)
Beardsley es un meteorito de condrita H que cayó el 15 de octubre de 1929 en Kansas, Estados Unidos.